# Bastia
Bastia (en corso, Bastìa) es una ciudad y comuna francesa situada en la isla de Córcega. Situada en la zona noreste de la isla, es la prefectura del departamento de Alta Córcega.

## Geografía
El término municipal de Bastia se ubica en la costa noreste de Córcega, a escasos kilómetros de la italiana isla de Elba.

### Clima
| Parámetros climáticos promedio de Bastia (normales 1991–2020, extremos 1947–presente) | Parámetros climáticos promedio de Bastia (normales 1991–2020, extremos 1947–presente) | Parámetros climáticos promedio de Bastia (normales 1991–2020, extremos 1947–presente) | Parámetros climáticos promedio de Bastia (normales 1991–2020, extremos 1947–presente) | Parámetros climáticos promedio de Bastia (normales 1991–2020, extremos 1947–presente) | Parámetros climáticos promedio de Bastia (normales 1991–2020, extremos 1947–presente) | Parámetros climáticos promedio de Bastia (normales 1991–2020, extremos 1947–presente) | Parámetros climáticos promedio de Bastia (normales 1991–2020, extremos 1947–presente) | Parámetros climáticos promedio de Bastia (normales 1991–2020, extremos 1947–presente) | Parámetros climáticos promedio de Bastia (normales 1991–2020, extremos 1947–presente) | Parámetros climáticos promedio de Bastia (normales 1991–2020, extremos 1947–presente) | Parámetros climáticos promedio de Bastia (normales 1991–2020, extremos 1947–presente) | Parámetros climáticos promedio de Bastia (normales 1991–2020, extremos 1947–presente) | Parámetros climáticos promedio de Bastia (normales 1991–2020, extremos 1947–presente) |
| Mes                                                                                   | Ene.                                                                                  | Feb.                                                                                  | Mar.                                                                                  | Abr.                                                                                  | May.                                                                                  | Jun.                                                                                  | Jul.                                                                                  | Ago.                                                                                  | Sep.                                                                                  | Oct.                                                                                  | Nov.                                                                                  | Dic.                                                                                  | Anual                                                                                 |
| ------------------------------------------------------------------------------------- | ------------------------------------------------------------------------------------- | ------------------------------------------------------------------------------------- | ------------------------------------------------------------------------------------- | ------------------------------------------------------------------------------------- | ------------------------------------------------------------------------------------- | ------------------------------------------------------------------------------------- | ------------------------------------------------------------------------------------- | ------------------------------------------------------------------------------------- | ------------------------------------------------------------------------------------- | ------------------------------------------------------------------------------------- | ------------------------------------------------------------------------------------- | ------------------------------------------------------------------------------------- | ------------------------------------------------------------------------------------- |
| Temp. máx. abs. (°C)                                                                  | 25.1                                                                                  | 26.6                                                                                  | 27.1                                                                                  | 25.4                                                                                  | 30.7                                                                                  | 35.7                                                                                  | 36.7                                                                                  | 38.3                                                                                  | 34.3                                                                                  | 29.7                                                                                  | 28.0                                                                                  | 24.0                                                                                  | 38.3                                                                                  |
| Temp. máx. media (°C)                                                                 | 13.8                                                                                  | 13.9                                                                                  | 15.8                                                                                  | 18.3                                                                                  | 22.4                                                                                  | 26.4                                                                                  | 29.4                                                                                  | 29.8                                                                                  | 26.0                                                                                  | 22.0                                                                                  | 17.7                                                                                  | 14.8                                                                                  | 20.9                                                                                  |
| Temp. media (°C)                                                                      | 9.6                                                                                   | 9.5                                                                                   | 11.3                                                                                  | 13.7                                                                                  | 17.5                                                                                  | 21.4                                                                                  | 24.4                                                                                  | 24.8                                                                                  | 21.4                                                                                  | 17.7                                                                                  | 13.6                                                                                  | 10.6                                                                                  | 16.3                                                                                  |
| Temp. mín. media (°C)                                                                 | 5.4                                                                                   | 5.1                                                                                   | 6.8                                                                                   | 9.1                                                                                   | 12.6                                                                                  | 16.4                                                                                  | 19.4                                                                                  | 19.8                                                                                  | 16.7                                                                                  | 13.4                                                                                  | 9.5                                                                                   | 6.4                                                                                   | 11.7                                                                                  |
| Temp. mín. abs. (°C)                                                                  | -4.6                                                                                  | -5.0                                                                                  | -3.8                                                                                  | 0.5                                                                                   | 3.1                                                                                   | 8.2                                                                                   | 10.2                                                                                  | 11.8                                                                                  | 7.6                                                                                   | 2.8                                                                                   | -0.5                                                                                  | -3.3                                                                                  | -5.0                                                                                  |
| Precipitación total (mm)                                                              | 67.3                                                                                  | 63.5                                                                                  | 63.7                                                                                  | 71.6                                                                                  | 53.7                                                                                  | 38.8                                                                                  | 13.8                                                                                  | 21.1                                                                                  | 74.5                                                                                  | 126.5                                                                                 | 134.3                                                                                 | 88.1                                                                                  | 816.9                                                                                 |
| Días de precipitaciones (≥ 1.0 mm)                                                    | 5.8                                                                                   | 6.2                                                                                   | 6.7                                                                                   | 6.9                                                                                   | 5.3                                                                                   | 3.1                                                                                   | 1.5                                                                                   | 2.2                                                                                   | 5.3                                                                                   | 7.1                                                                                   | 9.3                                                                                   | 8.0                                                                                   | 67.3                                                                                  |
| Días de nevadas (≥ 1 mm)                                                              | 0.9                                                                                   | 0.7                                                                                   | 0.3                                                                                   | 0.0                                                                                   | 0.0                                                                                   | 0.0                                                                                   | 0.0                                                                                   | 0.0                                                                                   | 0.0                                                                                   | 0.0                                                                                   | 0.1                                                                                   | 0.4                                                                                   | 2.5                                                                                   |
| Horas de sol                                                                          | 139.2                                                                                 | 159.1                                                                                 | 196.4                                                                                 | 220.1                                                                                 | 269.9                                                                                 | 305.6                                                                                 | 347.3                                                                                 | 314.0                                                                                 | 237.9                                                                                 | 182.1                                                                                 | 134.4                                                                                 | 139.0                                                                                 | 2644.9                                                                                |
| Humedad relativa (%)                                                                  | 73                                                                                    | 73                                                                                    | 72                                                                                    | 74                                                                                    | 76                                                                                    | 73                                                                                    | 70                                                                                    | 71                                                                                    | 75                                                                                    | 76                                                                                    | 75                                                                                    | 74                                                                                    | 73.5                                                                                  |
| Fuente n.º 1: Meteo France                                                            |                                                                                       |                                                                                       |                                                                                       |                                                                                       |                                                                                       |                                                                                       |                                                                                       |                                                                                       |                                                                                       |                                                                                       |                                                                                       |                                                                                       |                                                                                       |
| Fuente n.º 2: Infoclimat.fr (humedad 1961–1990)                                       |                                                                                       |                                                                                       |                                                                                       |                                                                                       |                                                                                       |                                                                                       |                                                                                       |                                                                                       |                                                                                       |                                                                                       |                                                                                       |                                                                                       |                                                                                       |

## Historia
Si bien se tiene constancia de restos prehistóricos de finales del Neolítico en el actual término de Bastia, no es hasta la llegada de los romanos a la isla de Córcega cuando estos fundaron el asentamiento de Mantinum, el cual fue destruido durante las invasiones de los vándalos y desocupado hasta varios cientos de años después.
En el siglo XI, pescadores de la zona edifican una pequeña aldea, llamada Cardo, que más tarde, a finales del siglo XIV, sería absorbida por los genoveses. De esta época data la ciudadela que da nombre a la ciudad, la bastiglia, que el gobernador genovés Leonello Lomellino mandó construir en 1378 para controlar la zona desde la parte alta de la actual ciudad y harto de los asaltos que se habían sucedido en su anterior residencia, en Biguglia. Esa fecha se tiene como la de la fundación de Bastia. A partir de entonces, al terreno cercano a la fortaleza se le llama Terra Nova ("Tierra Nueva", en corso), mientras que a la zona de Cardo comenzó a conocérsela como Terra Vecchia ("Tierra Vieja", en corso).
En los años posteriores, ya trasladada la residencia de los gobernadores a Bastia, se construyen las murallas que rodean la ciudadela, hasta acabarlas en 1480, y el palacio, en 1530. Estas construcciones, dada su importancia, obligaban a que Bastia aumentara su población, por lo que el gobernador de entonces decretó una exención de impuestos, que funcionó, para que aumentara el número de habitantes del nuevo poblado. Con ello, la ciudad se desarrolló conforme a un plan de urbanismo de tipo genovés: Calles rectas y diversos edificios religiosos en distintos puntos de la ciudad que servirían como refugios en caso de ataque.
Ya en el siglo XVIII, son varias las revueltas que se producen entre los genoveses y los corsos: Entre 1729 y 1745, la ciudad pasa de manos de unos a otros contendientes, hasta que en ese último año son los ingleses los que, en colaboración con Génova, devuelven la ciudad a estos. De todas formas, no es hasta 1768 cuando se produce la toma francesa de la ciudad, cuando los mismos genoveses, hartos de no poder controlar las revueltas de la isla, la ceden a los galos. Aun así, la revuelta que tiene lugar en 1794 es considerada la más importante: Pasquale Paoli, considerado el fundador del nacionalismo corso, en colaboración con la armada inglesa, "conquista" la isla y la cede a los ingleses, quienes crean el reino anglo-corso, el cual dura sólo hasta 1796. 

## Demografía
Según el censo de 2007, la comuna de Bastia tenía 43 315 habitantes. La aglomeración urbana (agglomération urbaine), compuesta además por las comunas de Biguglia, Furiani, Ville-di-Pietrabugno, San-Martino-di-Lota y Santa-Maria-di-Lota, tenía 61 946 habitantes.

### Evolución demográfica
| ABS. | 11 336 | 7 922 | 9 316 | 9 531 | 13 610 | 14 568 | 15 004 | 15 985 | 16 002 | 19 304 | 21 535 | 17 850 | 17 572 | 20 100 | 20 765 | 23 397 | 22 552 | 25 425 | 27 338 | 29 412 | 33 094 | 36 376 | 44 628 | 52 208 | 49 327 | 42 729 | 31 375 | 38 746 | 42 810 | 44 020 | 37 845 | 37 884 | 43 315 | 42 912 | 44 355 |
| Para los censos de 1962 a 1999 la población legal corresponde a la población sin duplicidades (Fuente: INSEE [Consultar]) |        |       |       |       |        |        |        |        |        |        |        |        |        |        |        |        |        |        |        |        |        |        |        |        |        |        |        |        |        |        |        |        |        |        |        |

## Clima
| Parámetros climáticos promedio de Bastia (France) | Parámetros climáticos promedio de Bastia (France) | Parámetros climáticos promedio de Bastia (France) | Parámetros climáticos promedio de Bastia (France) | Parámetros climáticos promedio de Bastia (France) | Parámetros climáticos promedio de Bastia (France) | Parámetros climáticos promedio de Bastia (France) | Parámetros climáticos promedio de Bastia (France) | Parámetros climáticos promedio de Bastia (France) | Parámetros climáticos promedio de Bastia (France) | Parámetros climáticos promedio de Bastia (France) | Parámetros climáticos promedio de Bastia (France) | Parámetros climáticos promedio de Bastia (France) | Parámetros climáticos promedio de Bastia (France) |
| Mes                                               | Ene.                                              | Feb.                                              | Mar.                                              | Abr.                                              | May.                                              | Jun.                                              | Jul.                                              | Ago.                                              | Sep.                                              | Oct.                                              | Nov.                                              | Dic.                                              | Anual                                             |
| ------------------------------------------------- | ------------------------------------------------- | ------------------------------------------------- | ------------------------------------------------- | ------------------------------------------------- | ------------------------------------------------- | ------------------------------------------------- | ------------------------------------------------- | ------------------------------------------------- | ------------------------------------------------- | ------------------------------------------------- | ------------------------------------------------- | ------------------------------------------------- | ------------------------------------------------- |
| Temp. máx. abs. (°C)                              | 25.1                                              | 23.9                                              | 27.1                                              | 25.2                                              | 30.7                                              | 35.5                                              | 36.5                                              | 38.3                                              | 34.3                                              | 29.7                                              | 28                                                | 24                                                | 38.3                                              |
| Temp. máx. media (°C)                             | 13.7                                              | 13.9                                              | 15.4                                              | 17.3                                              | 21.4                                              | 25.2                                              | 28.5                                              | 28.8                                              | 25.5                                              | 21.6                                              | 17.2                                              | 14.7                                              | 20.3                                              |
| Temp. media (°C)                                  | 9.5                                               | 9.7                                               | 11.1                                              | 12.9                                              | 16.7                                              | 20.3                                              | 23.5                                              | 23.9                                              | 20.9                                              | 17.2                                              | 13                                                | 10.5                                              | 15.8                                              |
| Temp. mín. media (°C)                             | 5.3                                               | 5.3                                               | 6.7                                               | 8.5                                               | 12                                                | 15.4                                              | 18.5                                              | 19                                                | 16.2                                              | 12.8                                              | 8.8                                               | 6.3                                               | 11.3                                              |
| Temp. mín. abs. (°C)                              | -4.6                                              | -5                                                | -3.8                                              | 0.5                                               | 3.1                                               | 8.2                                               | 10.2                                              | 11.8                                              | 7.6                                               | 2.8                                               | -0.5                                              | -3.3                                              | -5                                                |
| Precipitación total (mm)                          | 71.8                                              | 87.4                                              | 72.6                                              | 85.3                                              | 48.8                                              | 38.2                                              | 14.4                                              | 35                                                | 72.3                                              | 105.4                                             | 96.9                                              | 86.7                                              | 814.8                                             |
| Horas de sol                                      | 145.2                                             | 165.4                                             | 190                                               | 212.2                                             | 260.3                                             | 307.4                                             | 342                                               | 308.8                                             | 244.5                                             | 189.9                                             | 151                                               | 139.7                                             | 2612.2                                            |
| Fuente: Météo climat stats «Clima de Bastia».     |                                                   |                                                   |                                                   |                                                   |                                                   |                                                   |                                                   |                                                   |                                                   |                                                   |                                                   |                                                   |                                                   |

## Deportes
La ciudad tiene varios equipos de fútbol:
- Sporting Club de Bastia, que fue finalista de la copa de la UEFA en 1978 y vencedor de la Copa de Francia de 1981. Actualmente juega en el Championnat National.
- Football Club Bastia-Borgo, que actualmente juega en el Championnat National.
- Étoile Filante Bastiaise, que actualmente juega en el Championnat National 3.